# ساشا يوفانوفيتش (لاعب كرة قدم)
ساشا يوفانوفيتش هو لاعب كرة قدم صربي في مركز الوسط، ولد في 30 أغسطس 1993 في بلغراد في صربيا. شارك مع منتخب صربيا تحت 17 سنة لكرة القدم. أما مع النوادي، فقد لعب مع بي أيه إس كيه بيوغراد وراد بيوغراد ونادي أو إف كيه بيوغراد ونادي تشوكاريتشكي.

## وصلات خارجية
- ساشا يوفانوفيتش (لاعب كرة قدم) على موقع قاعدة بيانات كرة القدم.إي يو (الإنجليزية)
- ساشا يوفانوفيتش (لاعب كرة قدم) على موقع بيانات كرة القدم. دي إي (الألمانية)
- ساشا يوفانوفيتش (لاعب كرة قدم) على موقع Soccerbase.com (لاعب) (الإنجليزية)
- ساشا يوفانوفيتش (لاعب كرة قدم) على موقع Soccerway.com (الإنجليزية)
- ساشا يوفانوفيتش (لاعب كرة قدم) على موقع عالم كرة القدم.نت (الإنجليزية)